# Коссак Григорій Йосипович
Ко́ссак Григорій Йосипович (Гриць, 7 березня 1882, м. Дрогобич, Львівська область — 3 березня 1939, Москва) — командант УСС, полковник, Начальний командант УГА. Брат Івана та Василя Коссаків. Жертва сталінського терору.

## Життєпис

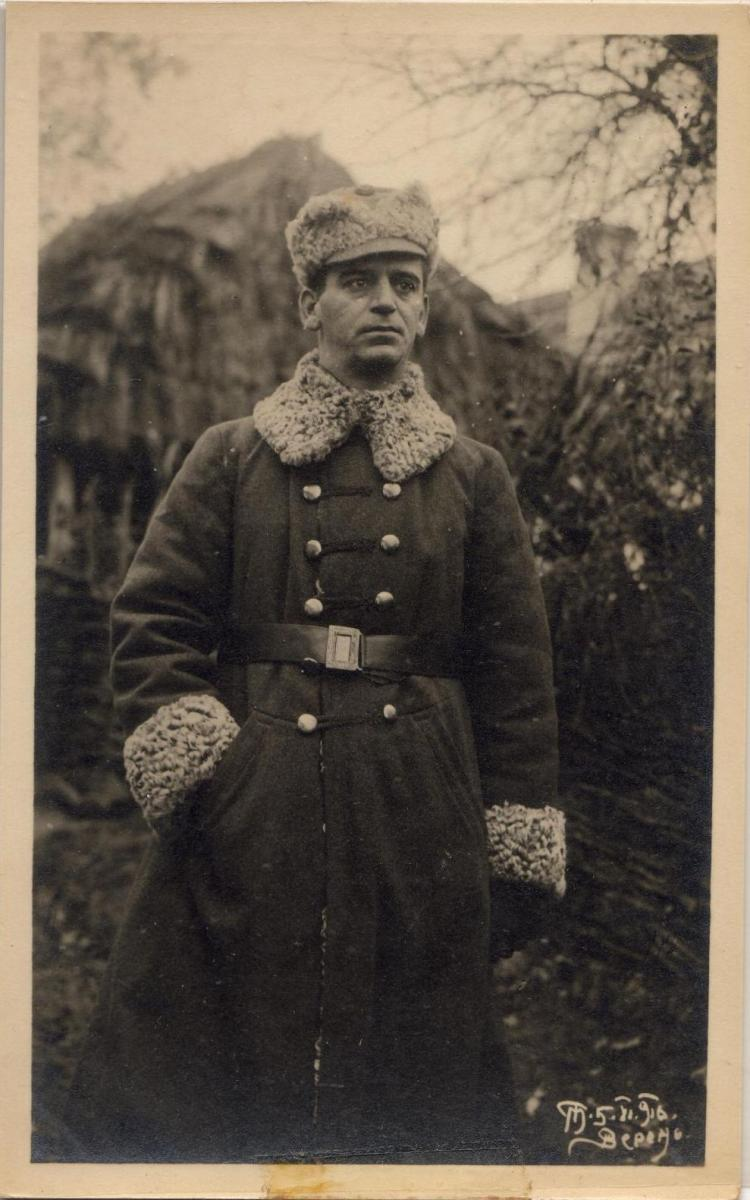
На чолі УСС

Офіцери 3-го корпусу УГА. Сидять зліва направо: (другий) Мирон Тарнавський, Володимир Генбачів, Григорій Коссак, Карл Долежал

Народився у Дрогобичі в родині Коссаків гербу Кос. Закінчив учительську семінарію. До 1908 року вчителював у Бережанах, зокрема, якийсь час працював у Бережанській народній школі, керував Бережанською філією товариства «Сокіл». До 1914 року працював вчителем в Ясениці поблизу Дрогобича, брав активну участь у роботі товариства «Січових Стрільців» на Дрогобиччині.

### У Легіоні УСС
На початку першої світової війни був мобілізований до австрійського війська. Згодом відкликаний з діючої армії на прохання «Бойової Управи УСС» для формування УСС. 3 серпня 1914 року Коссак призначений отаманом другого куреня Легіону Українських Січових Стрільців.
В січні-березні 1915 року — виконував обов'язки команданта полку УСС, а з 22 серпня 1915 року до 16 березня 1916 року — командант Першого полку УСС. У 1918 році  — командант Вишколу Українських Січових Стрільців.

### В УГА
5-9 листопада 1918 — командуючий українськими військами у Львові. В 1917—1918 — заступник командира, а згодом командир Вишколу УСС.
У грудні 1918 полковник Коссак очолив Південні групи українсько-польського фронту — хирівська, рудківська, щирецька, крукеницька, наварійська та інші становили основу з'єднання «Південь», що захищало українську територію південніше залізничної колії Львів — Городок — Судова Вишня — Перемишль та східніше лінії від Перемишля до Нижанкович — Хирова — Сянок на південь. На часі українсько-польської війни 1918—1919 років, наприкінці 1918 року очолив Третій Корпус УГА, згодом — тилові служби УГА.
На початку 1920-х років перебував у таборі для інтернованих у м. Ліберець (Чехословаччина). Згодом перебував на еміграції в Австрії та на Закарпатті.

### Еміграція до УСРР і загибель

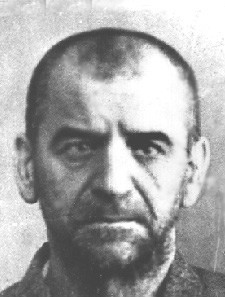
Григорій Коссак 1939

У 1924 році переїхав до УСРР, викладав українознавство в школі червоних старшин у Харкові. Від 1931 року — військовий керівник Дніпропетровського хімічного інституту.
У 1931 році Коссак разом з братом Василем та відомими українськими політичними і військовими діячами періоду українських національне визвольних змагань 1917-21 Іваном Лизанівським, Миколою Шрагом, Павлом Христюком, Всеволодом Голубовичем, Василем Мазуренком та іншими був заарештований органами НКВС. Звинувачений у приналежності до підпільної терористичної організації «Українського Національного Центру». Був засуджений на 5 років ув'язнення. Спочатку відбував покарання на Соловках, наприкінці 1933 року переведений до Малого Ірбіту на Уралі. Після звільнення у 1937 році мешкав у Москві, викладав німецьку мову на фабриці. У 1938 році заарештований вдруге.
2 березня 1939 року Військова колегія Верховного суду СРСР засудила Г. Коссака до страти і наступного дня він був розстріляний.
Посмертно реабілітований 1989 року.

## Вшанування пам'яті
- На честь нього названі вулиці у Дрогобичі, Стрию, Городенці, Коломиї.